# Dayah Sinthop
Dayah Sinthop is een bestuurslaag in het regentschap Pidie van de provincie Atjeh, Indonesië. Dayah Sinthop telt 792 inwoners (volkstelling 2010).